# Albatros W.4
Albatros W.4 là một loại thủy phi cơ tiêm kích của Đức.

## Quốc gia sử dụng
- German Empire
  - 118 chiếc
- Austria-Hungary
  - 8 chiếc, giao háng tháng 7 năm 1918

## Tính năng kỹ chiến thuật (W.4)
Đặc điểm tổng quát
- Kíp lái: 1 pilot
- Chiều dài: 8,50 m (27 ft 11 in)
- Sải cánh: 9,50 m (31 ft 2 in)
- Chiều cao: 3,7 m (12 ft 2 in)
- Diện tích cánh: 31,6 m2 (340 ft2)
- Trọng lượng rỗng: 790 kg (1.740 lb)
- Trọng lượng có tải: 1.070 kg (2.360 lb)
- Powerplant: 1 × Mercedes D.III, 120 kW (160 hp)

Hiệu suất bay
- Vận tốc cực đại: 160 km/h (100 mph)
- Tầm bay: 450 km (280 dặm)
- Trần bay: 3.000 m (9.840 ft)
- Vận tốc lên cao: 3,3 m/s (650 ft/phút)

Vũ khí trang bị
- 2 × súng máy 7,92 mm (.312 in) lMG 08